# Пелагонійський регіон
Пелагонійський регіон (мак. Пелагониски регион) — один з восьми регіонів Північної Македонії. Розташований на південному-заході країни. Адміністративний центр — місто Бітола.

## Населення
Згідно з даними перепису станом на 2002 рік в регіоні проживало 238 136 осіб, з яких македонці — 204 471 (85,9%), албанці — 11 634 (4,9%), цигани — 7 230 (3,0%), турки — 7 150 (3,0%), босняки — 2 380 (1,0%), арумуни — 2 307 (1,0%), серби — 713 (0,3%), інші — 2 251 (1,0%).

Етничні групи по общинах регіону

## Адміністративний поділ
Регіон адміністративно поділяється на 9 общин:
| Община       | Центр             | Площа, км² | Населення, (перепис 2002) | Герб | Прапор | Карта |
| ------------ | ----------------- | ---------- | ------------------------- | ---- | ------ | ----- |
| Бітола       | місто Бітола      | 790        | 95 385                    |      |        |       |
| Демир-Хисар  | місто Демир-Хисар | 480        | 9 497                     |      |        |       |
| Кривогаштани | село Кривогаштани | 88         | 6 150                     |      |        |       |
| Крушево      | місто Крушево     | 190        | 9 684                     |      |        |       |
| Могила       | село Могила       | 255        | 6 710                     |      |        |       |
| Прилеп       | місто Прілеп      | 1 198      | 76 768                    |      |        |       |
| Ресен        | село Ресен        | 549        | 16 825                    |      |        |       |
| Новаці       | село Новаці       | 755        | 3 549                     |      |        |       |
| Долнени      | село Долнени      | 418        | 13 568                    |      |        |       |

## Населені пункти
| № | Місто        | Населення |
| - | ------------ | --------- |
| 1 | Бітола       | 95.385    |
| 2 | Прілеп       | 66.246    |
| 3 | Ресен        | 8.748     |
| 4 | Крушево      | 5.507     |
| 5 | Демір Хісар  | 2.593     |
| 6 | Кривогаштани | 1.870     |